# Josef Hlinomaz
Josef Hlinomaz (9. října 1914 Praha – 8. srpna 1978 Split) byl český herec, ilustrátor a naivní malíř.
Hrál v divadle, v televizi a ve filmu, obvykle menší či vedlejší role, často komické nebo parodické. Zahrál roli Grimpa v divadelním představení v Brdečkově muzikálovém kusu Limonádový Joe aneb koňská opera, kterou si pak zopakoval i ve stejnojmenném filmu (trojici filmových padouchů s ním tehdy ztvárnili Waldemar Matuška a Karel Effa). Je také znám jako naivní malíř, který ztvárňoval často náměty ze světa divadla, varieté, cirkusu a umění vůbec. Jeho naivistické obrazy jsou dnes ozdobou několika galerií.

## Životopis
Narodil se jako čtvrté a poslední dítě v rodině hudebního skladatele a pedagoga Václava Hlinomaze. Tři starší sourozenci pocházeli z otcova prvního manželství. Rodina žila v Dobříši a od roku 1916 v Příbrami, kam musel otec nastoupit jako učitel. Ten zde založil hudební školu a byl předsedou Příbramské filharmonie, se kterou vystupoval jako sólový houslista. Josef Hlinomaz v Příbrami studoval reálné gymnázium se zaměřením na přírodovědné obory. Sekundu a septimu musel pro špatný prospěch opakovat. Stejně jako jeho otec hrál v příbramském ochotnickém divadle. Po svém otci zdědil výrazné umělecké vlohy hudební, herecké i výtvarné. Jako dítě se naučil hrát na klavír a housle. Po maturitě nejprve dva roky studoval malířství na Uměleckoprůmyslové škole v Praze, ale po neshodách s tamními pedagogy přešel na studium herectví na dramatickém oddělení Pražské konzervatoře, kterou absolvoval v roce 1940. Zpočátku své herecké dráhy vystřídal řadu oblastních divadel, často hrával i po estrádách. V sezóně 1941/1942 hrál na Kladně, 1942/1943 v pardubickém Východočeském divadle, 1943/1944 v Plzni, v roce 1944 hostoval v Divadle na Vinohradech a to až do uzavření divadel nacisty. Odstěhoval se zpět do Příbrami a živil se malováním. Po válce byl znovu angažován na Kladně (1945/1946), v sezóně 1946/1947 v Realistickém divadle, dva další roky působil v Divadle satiry. Od roku 1949 do roku 1950 byl angažován v pražském Národním divadle. Po jedné sezóně mimo divadlo působil v období 1951 až 1955 v Divadle estrády a satiry (pozdější Divadlo ABC).
Od roku 1958 až do své smrti pak působil v hereckém souboru Filmového studia Barrandov. Zemřel během dovolené v jugoslávském Splitu ve věku 63 let.

## Umělecké zhodnocení
Tak jako bylo osobité jeho herectví, byly velice osobité i jeho poeticko-surrealistické obrazy, které se vyznačovaly velkou dávkou humoru, poezie a fantazie. Kromě naivního malířství se také věnoval knižním ilustracím. V roce 1967 například ilustroval Poláčkův román Bylo nás pět. Přispíval také svými články a fejetony do různých novin a časopisů. Svůj umělecký směr nazýval surneonaivismem. Sbírku několika jeho obrazů vlastní Severočeská galerie výtvarného umění v Litoměřicích a Orlická galerie v Rychnově nad Kněžnou. V roce 1976 o něm Jiří Brdečka natočil krátký dokumentární film Dvojí život Josefa Hlinomaze.

## Dílo

### Film
- 1947 Nerozumím – role: úředník
- 1947 Muzikant – role: vrátný
- 1948 Železný dědek – role: dělník
- 1948 Červená ještěrka – role: herec
- 1953 Dovolená s Andělem – role: elektrotechnik Jeřábek
- 1956 Kudy kam? – role: fotograf
- 1956 Dobrý voják Švejk – role: hostinský Palivec
- 1957 Poslušně hlásím – role: rechnungfeldvébl Vaněk
- 1964 Limonádový Joe aneb Koňská opera – role: pistolník Grimpo
- 1968 Všichni dobří rodáci– role: malíř Frajz
- 1971 Čtyři vraždy stačí, drahoušku – role: znalec nápojů Gogo
- 1974 Jáchyme, hoď ho do stroje! – role: zřízenec na psychiatrii Arnošt Malota
- 1976 Léto s kovbojem – role: předseda národního výboru
- 1978 Lvi salonů – role: Lideček, majitel hausbótu

### Televize
- 1963 Smutný půvab (TV film) – role: vrátný
- 1964 Vlajky korzárů (TV hra)
- 1968 Klapzubova jedenáctka (TV seriál) – role: hostinský Vejvoda
- 1969 Brýle (TV mikrokomedie) – role: František
- 1970 Vražedný týden (TV filmová komedie s detektivní zápletkou) – role: Karas
- 1970 Kapacita (TV komedie) – role: prodavač Kačaba
- 1971 Fantom operety (TV seriál) – role: divadelní režisér
- 1972 O Bumbrlíčkovi (TV pohádka) – role: starosta
- 1973 Čestné kolo (film) – role: masér
- 1975 Chalupáři (TV seriál) – děda Makovec
- 1977 Růžové sny – role: strýc Anton

### Rozhlasové role
- 1950 William Shakespeare: Sen noci svatojánské, Československý rozhlas, režie: Josef Bezdíček. Hráli: Václav Voska (Lysandr), Vladimír Ráž (Demeteus), František Filipovský (Klubko), Antonín Jedlička (Pískálek), Josef Hlinomaz (Tlamička), Saša Myšková (Hermie), Drahomíra Hůrková (Helena), Vítězslav Vejražka (Oberon), Jaroslava Adamová (Puk). Hudba: Václav Trojan.[6]
- 1964 William Shakespeare: Sen noci svatojánské, Československý rozhlas, režie Ludvík Pompe. Hráli: Petr Haničinec (Lysandr), Karolina Slunéčková (Hermie), Karel Hlušička(Demeteus), Eva Klepáčová (Helena), Josef Patočka (Oberona, král Elfů), Taťana Vavřincová (Titanie), Josef Hlinomaz (Klubko), Antonín Jedlička (Štěbenec), další řemeslníci Vladimír Krška a Milan Mach, Zdena Hadrbolcová (Puk), Gabriela Vránová (elf). Hudba: Kamil Hála hrál orchestr Československého rozhlasu dirigent Josef Vobruba.[6]

## Památka
V Příbrami je po něm pojmenována ulice u fotbalového stadionu SK Spartak, v listopadu 2020 sem město doplnilo tabulku s popisem.